# Người chồng thứ hai
Người chồng thứ hai (tiếng Anh: The Second Husband, tiếng Hàn: 두 번째 남편; Hanja: 第二任丈夫; Romaja: Du Beonjjae Nampyeon) là một phim truyền hình Hàn Quốc hiện có sự tham gia của Cha Seo-won, Uhm Hyun-kyung và Oh Seung-ah. Loạt phim do Kim Chil-bong đạo diễn và Seo Hyeon-joo viết kịch bản cho Pan Entertainment, là một bộ phim tình cảm lãng mạn say đắm, trong đó một người phụ nữ mất gia đình oan ức tìm cách trả thù giữa số phận hỗn độn và tình yêu-hỗn-hợp.
Bộ phim truyền hình hàng ngày được phát sóng trên MBC vào ngày 9 tháng 8 năm 2021 và phát sóng hàng ngày lúc 7:10 tố (KST). Với sự nổi tiếng của bộ truyện, nó đã được kéo dài thêm 30 tập nữa với tổng số 150 tập.

## Nội dung
The Second Husband là một câu chuyện tình yêu say đắm. Nó xoay quanh Bong Seon-hwa (Uhm Hyun-kyung) và gia đình của cô ấy xung quanh một công ty kẹo. Cô đã có một tuổi thơ bất hạnh, nhưng vì tính cách mạnh mẽ và tích cực của mình, cô đã trở lại. Lớn lên trong cùng một khu phố, cô có một mối quan hệ lâu dài với Moon Sang-hyeok (Han Ki-woong). Nhưng, khi cô ấy mất gia đình một cách oan uổng do một bi kịch sinh ra từ một ham muốn không thể kiềm chế, cô thề sẽ trả thù trong một số phận và tình yêu hỗn hợp. Bong Seon-Hwa biến thành ‘Sharon’ để khôi phục lại những gì thuộc về cô ấy.

## Diễn viên
- Cha Seo-won trong vai Yoon Jae-min[5]
- Uhm Hyun-kyung sebagai Bong Seon-hwa[6]
  - Lee Hyo-bi trong vai Bong Seon-hwa thời trẻ
- Oh Seung-ah trong vai Yoon Jae-kyeong[7]
- Han Ki-woong trong vai Moon Sang-hyeok

## Phát sóng
Tại Việt Nam, bộ phim được phát sóng trên VTV3 lúc 12:00 trưa các ngày từ thứ 2 đến thứ 6 trong tuần bắt đầu từ ngày 11/10/2022 - 27/02/2023 (100 tập).